# 公路收费站

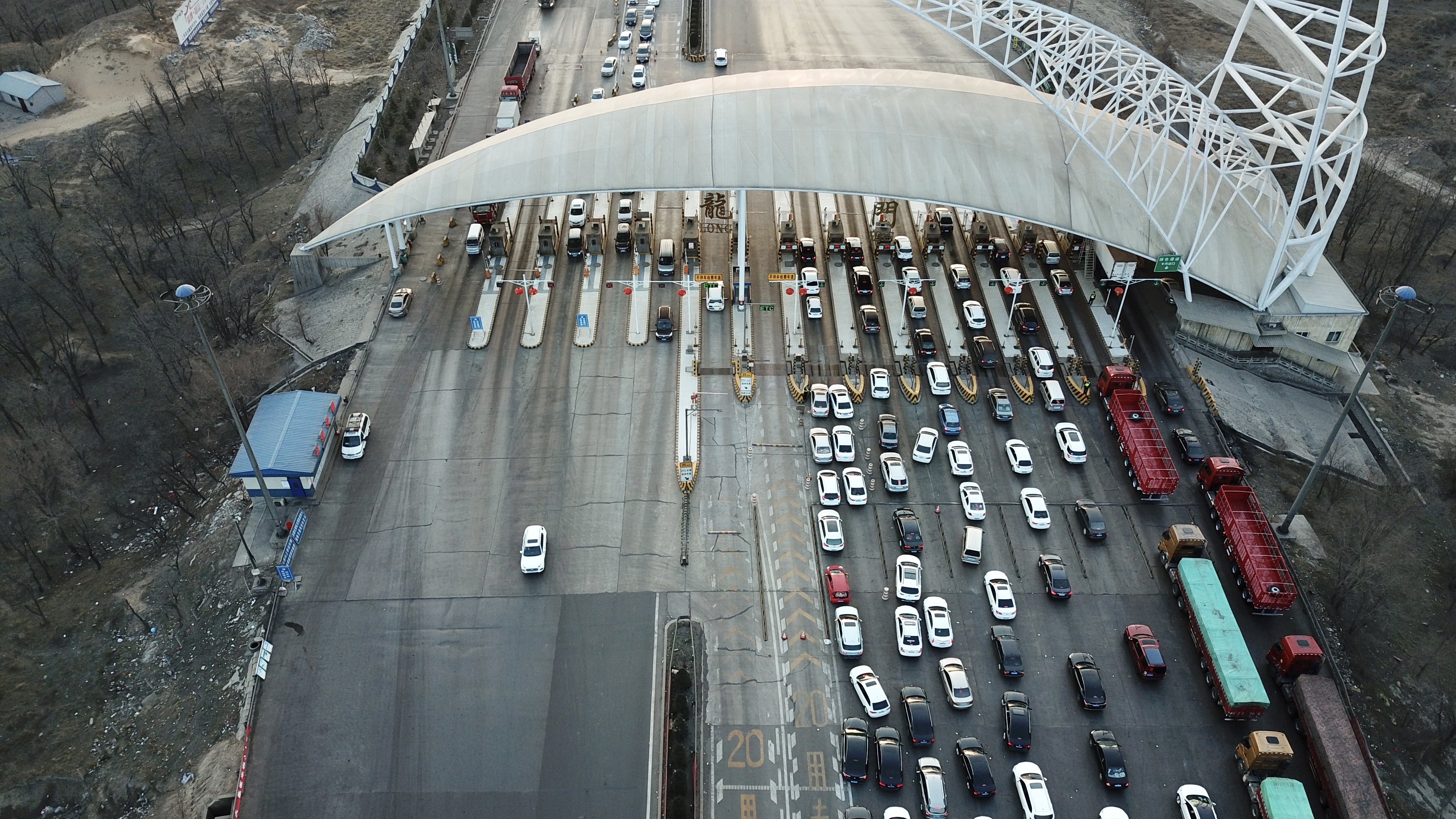
2017年，位于山西境内的省界收费站，G5京昆高速龙门站

公路收费站是收费公路为征收道路通行费而设立，道路使用者在收费站缴费，普遍在特大桥、国道和高速公路上可見。傳統上收費站都以人手收費，在21世紀，隨著科技的進步，收費站已經漸漸被更省時而且營運成本更低的電子收費系統所取代。

## 種類
收费站与收费系统有两种，一種是在公路當中設置閘門收取定額通行费的。如果一條公路夠長，就會設置多個收費點。其優點是每個收費站收取的費用固定，易於計費。这一种系统的最大问题是没有依照實際使用距离收取費用，对于道路使用者可能比较不公平。
另一种系统是车辆在进入公路领取通行卡，离开公路以前先交卡，根据入口和出口距離決定收费金额。这种系统的最大好处是对于公路使用者体验了“走多远，付多少”的公平原则。而其缺點則是在都市地帶容易造成進出匝道的交通阻塞。

## 图库

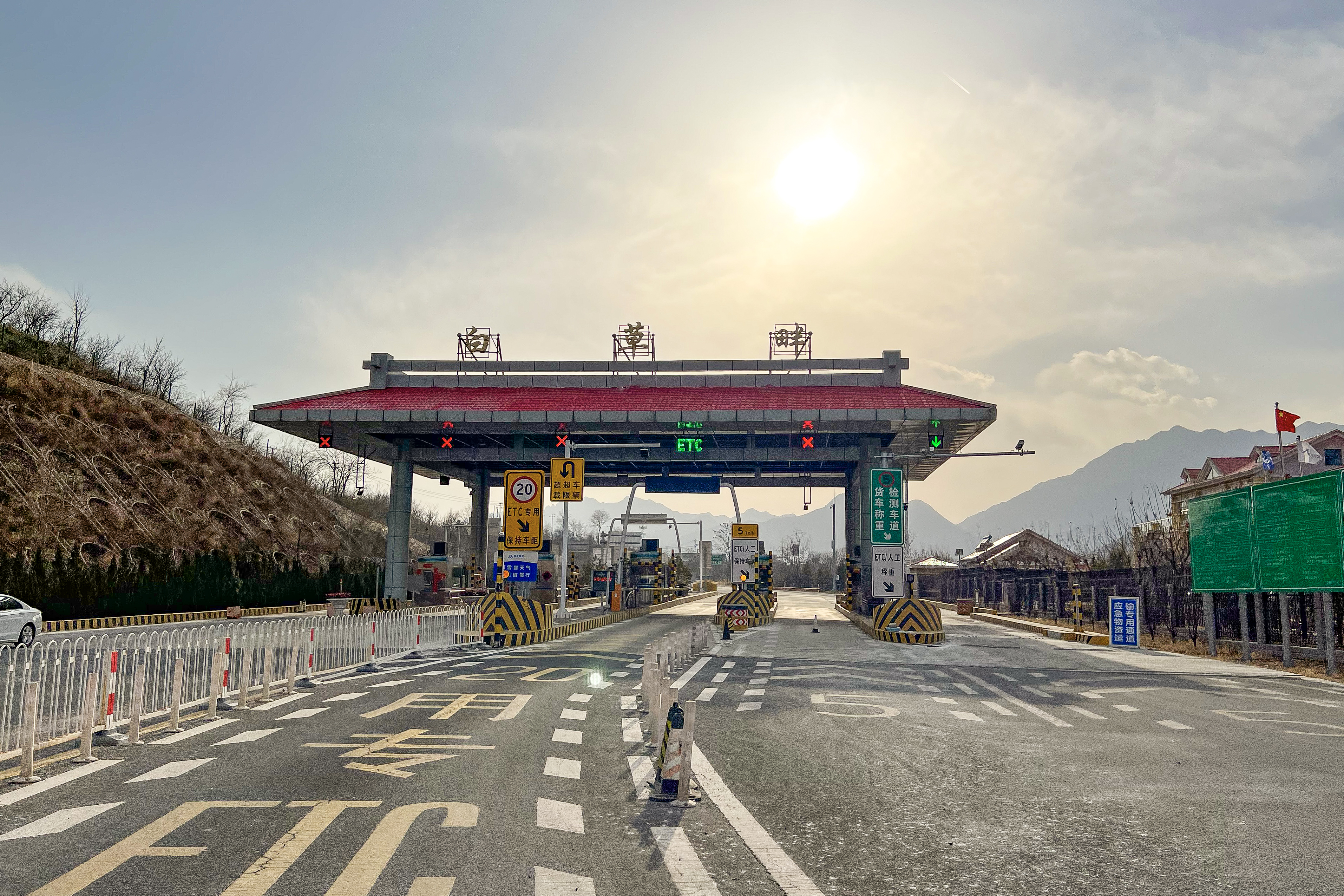
中国北京首都环线高速公路白草畔收费站
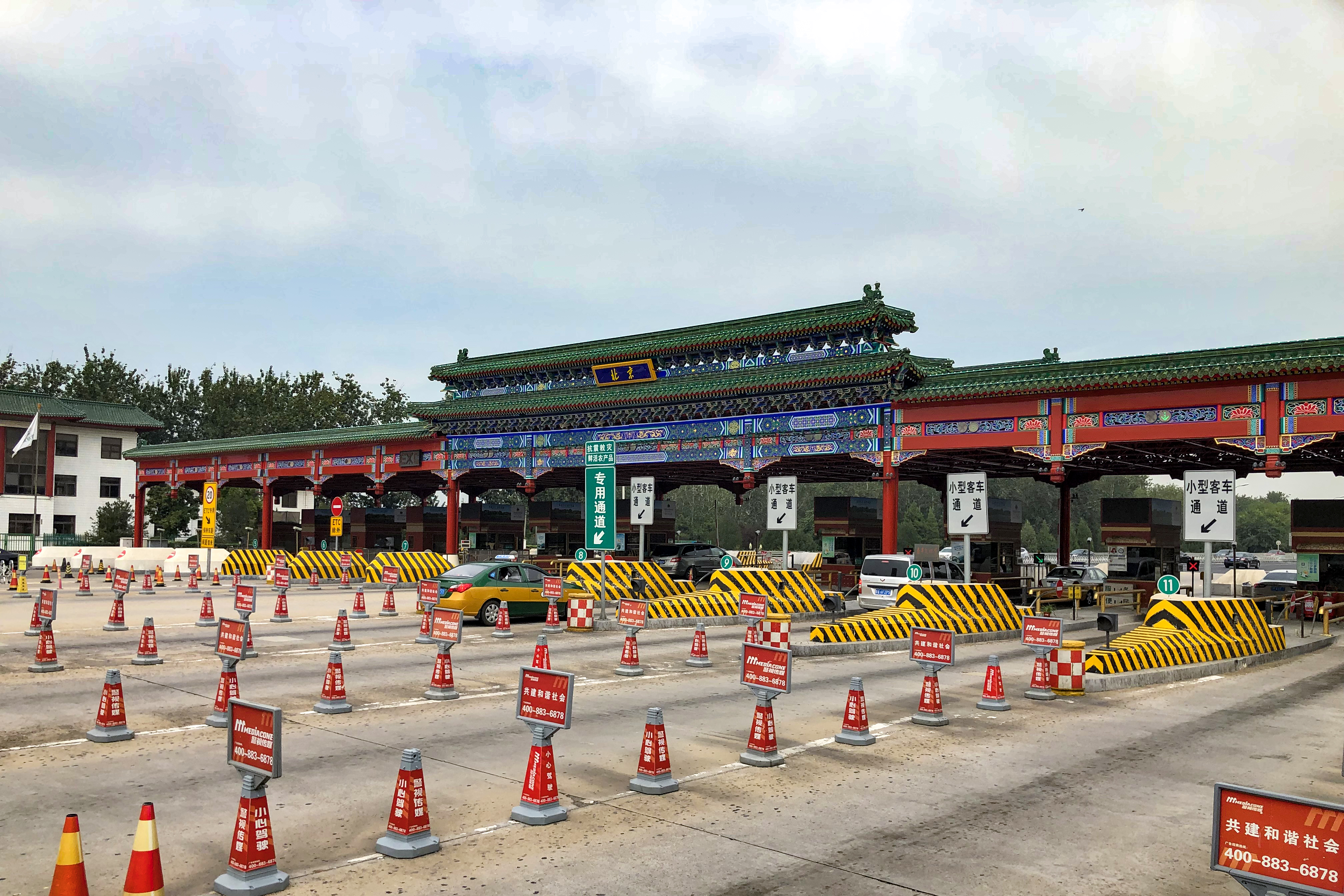
中国北京首都機場高速公路天竺收費站（仅出京前往机场方向收费，进京方向不收费）
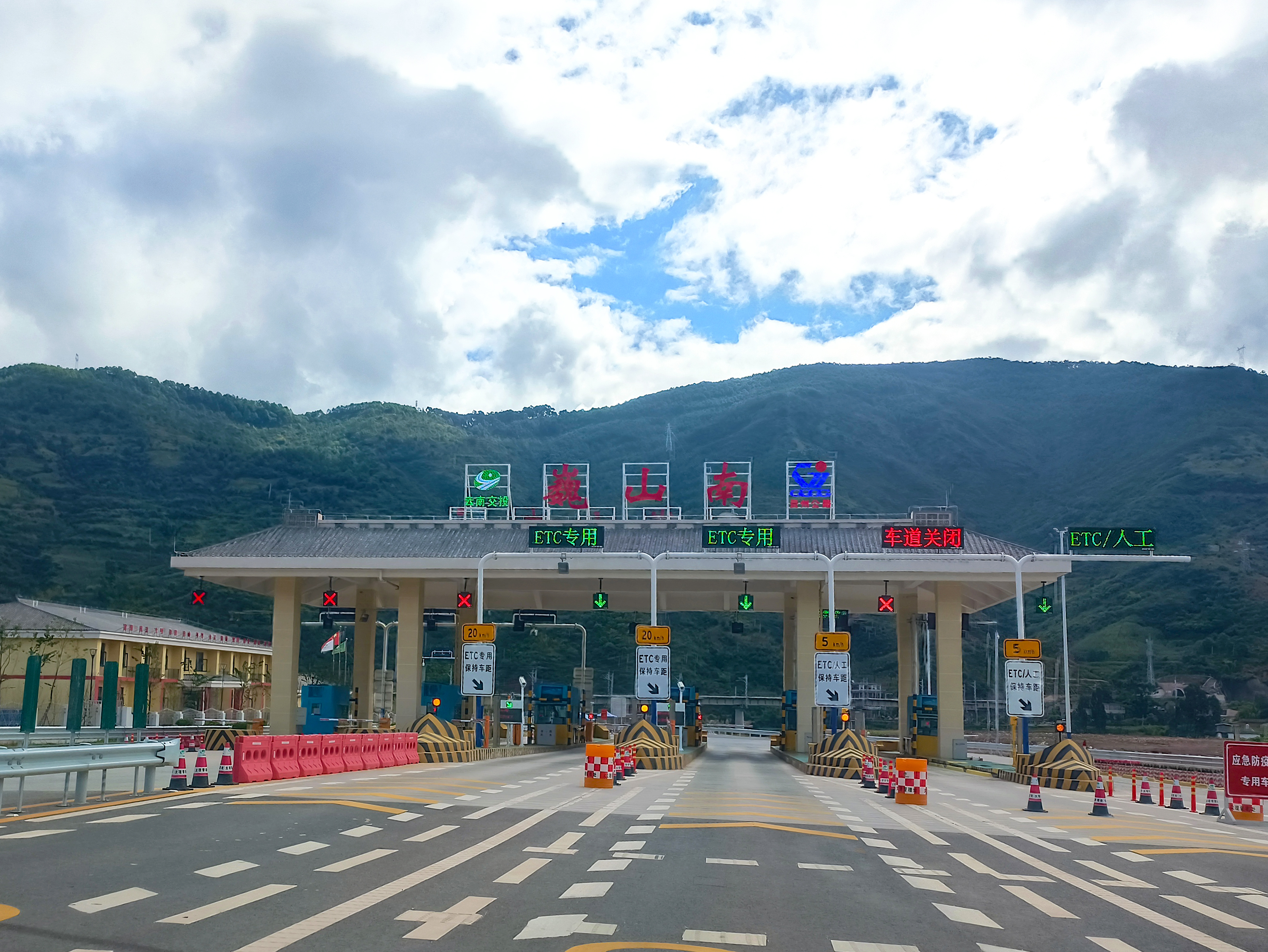
中国云南省大理与临沧间大临高速公路的巍山南收费站
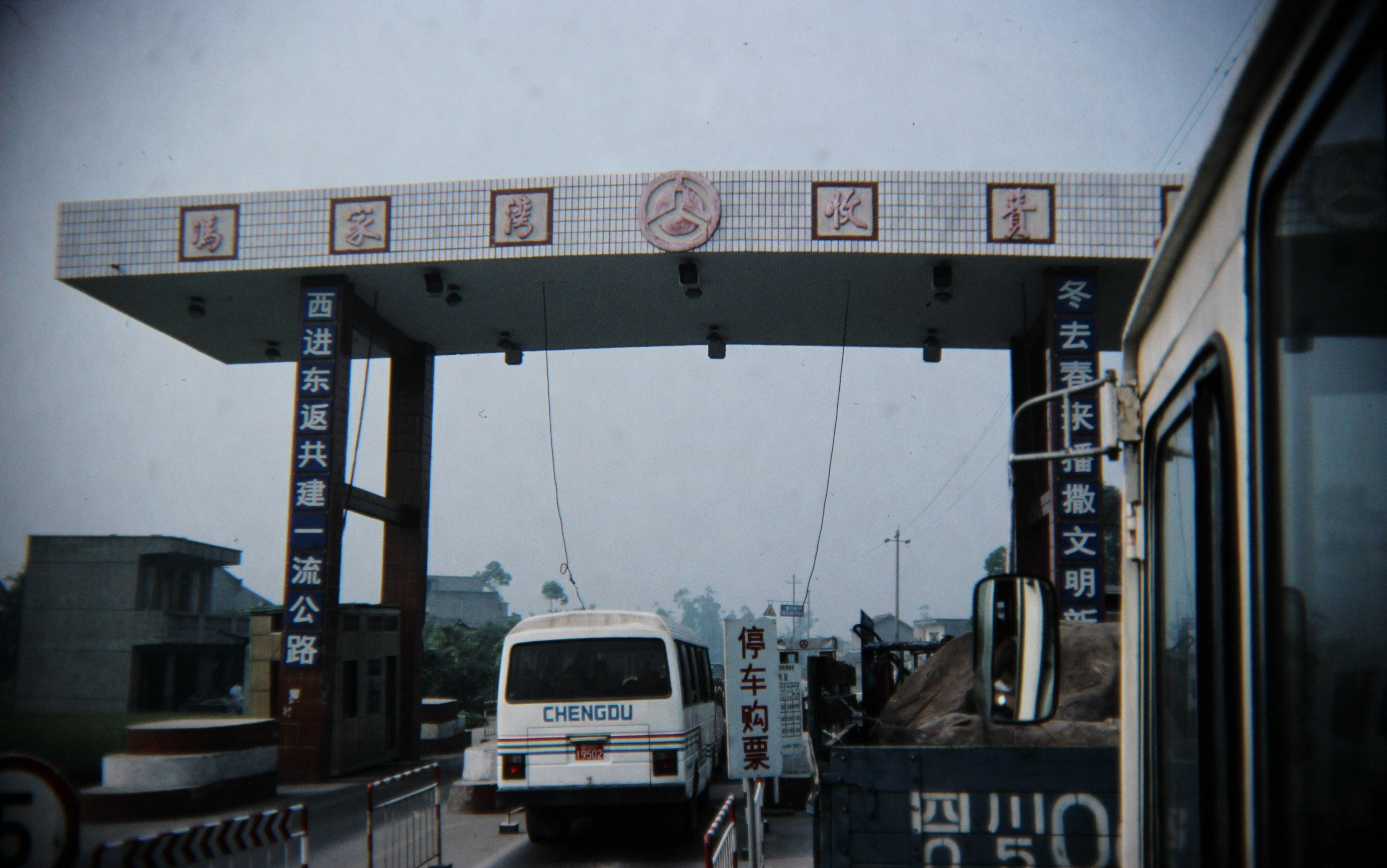
1991年中国四川省成都市武侯区的冯家湾收费站
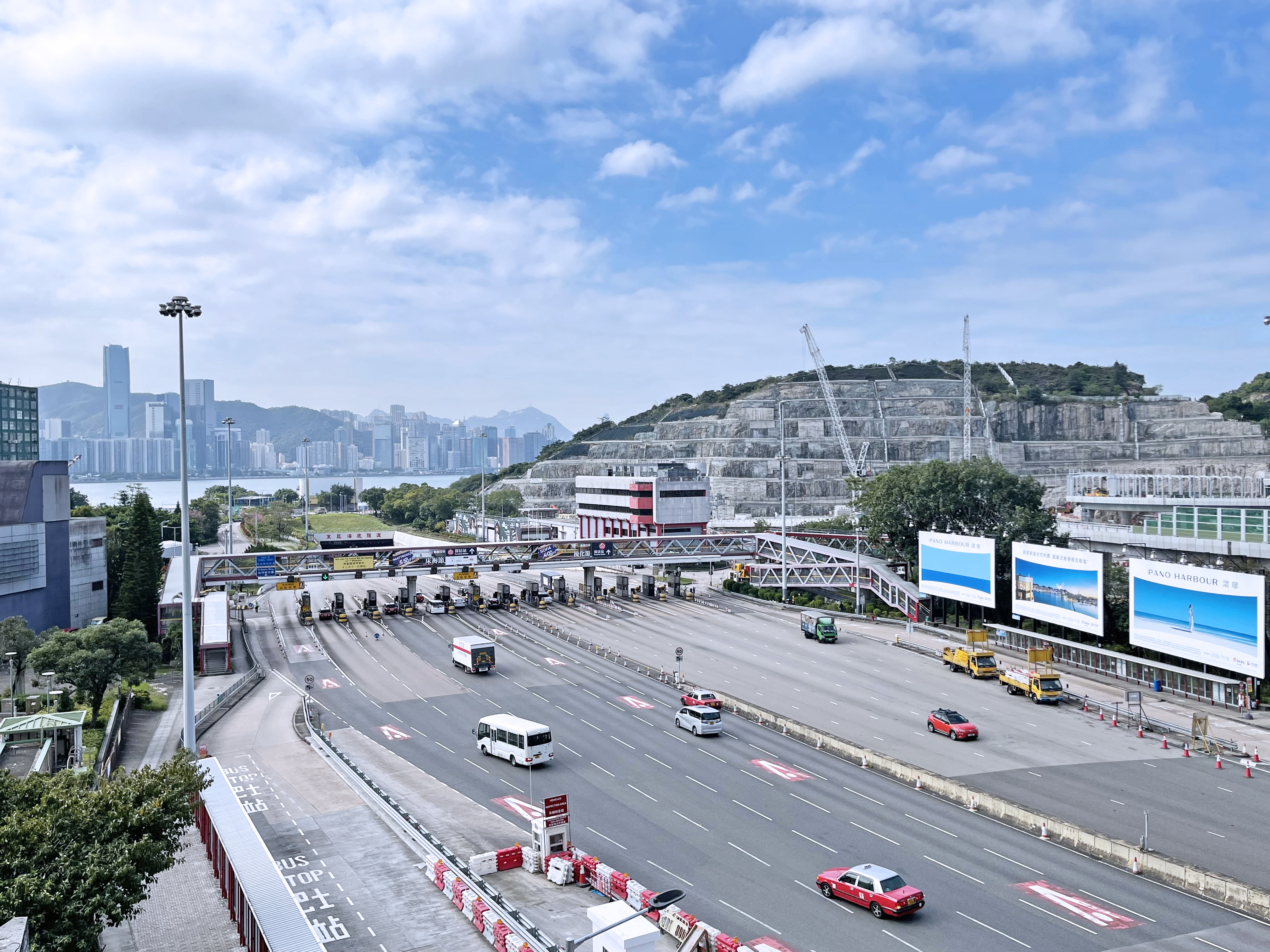
香港茶果嶺東區海底隧道收費廣場九龍入口
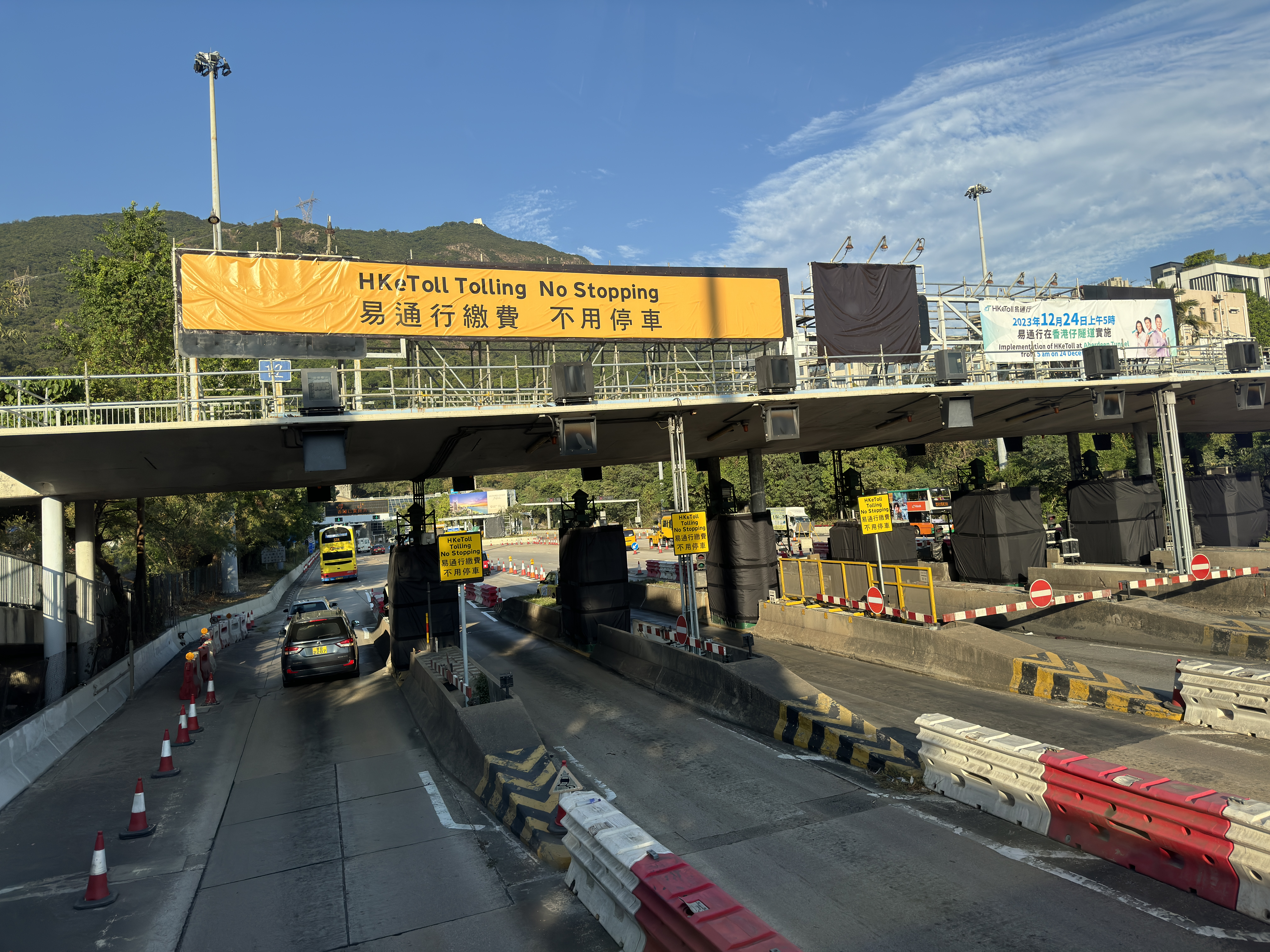
香港香港仔隧道「易通行」收费站
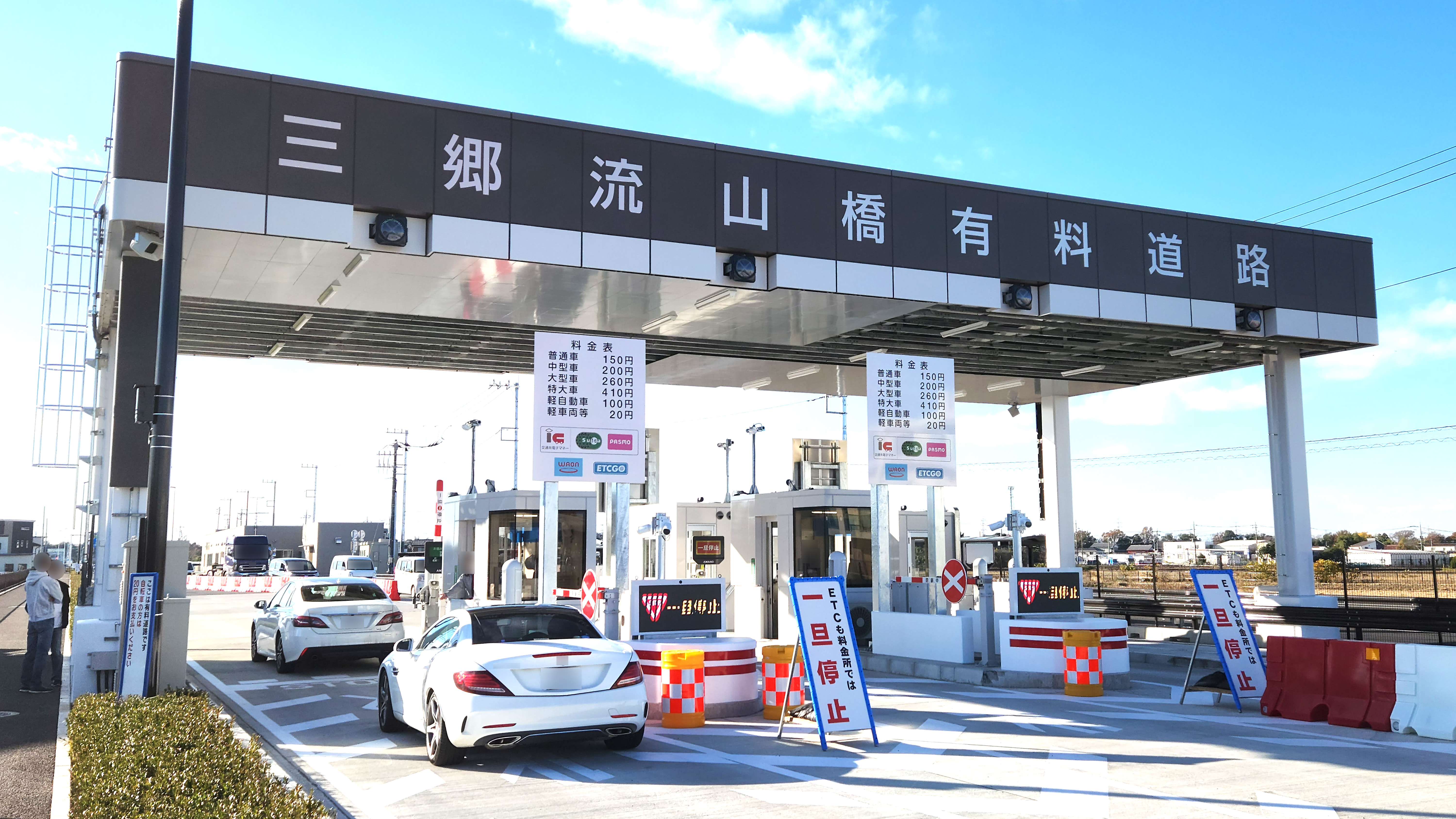
日本埼玉县三郷市三郷流山橋（日语：三郷流山橋）的收费站
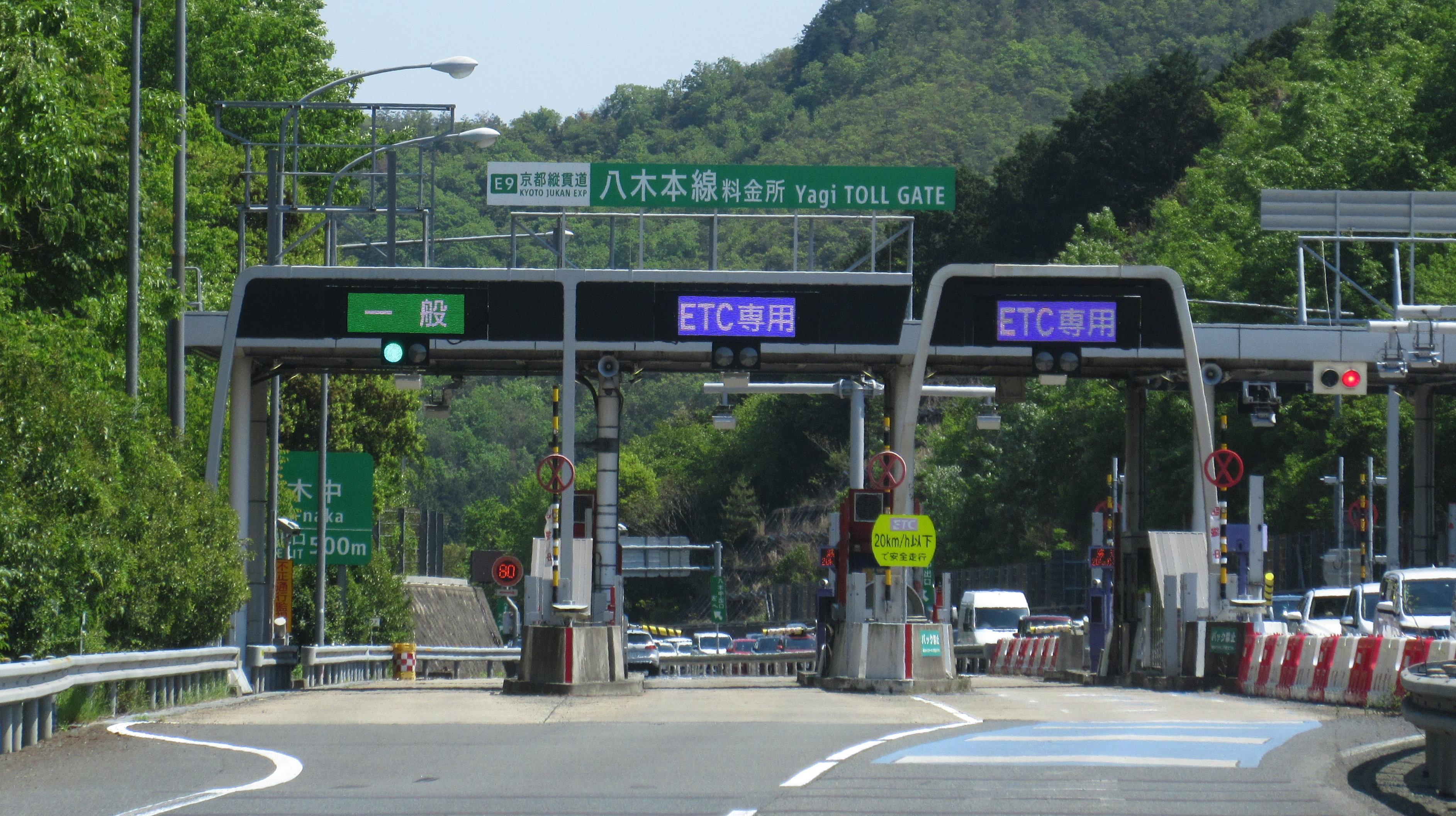
日本京都縱貫自動車道八木本線收费站（日语：八木本線料金所）
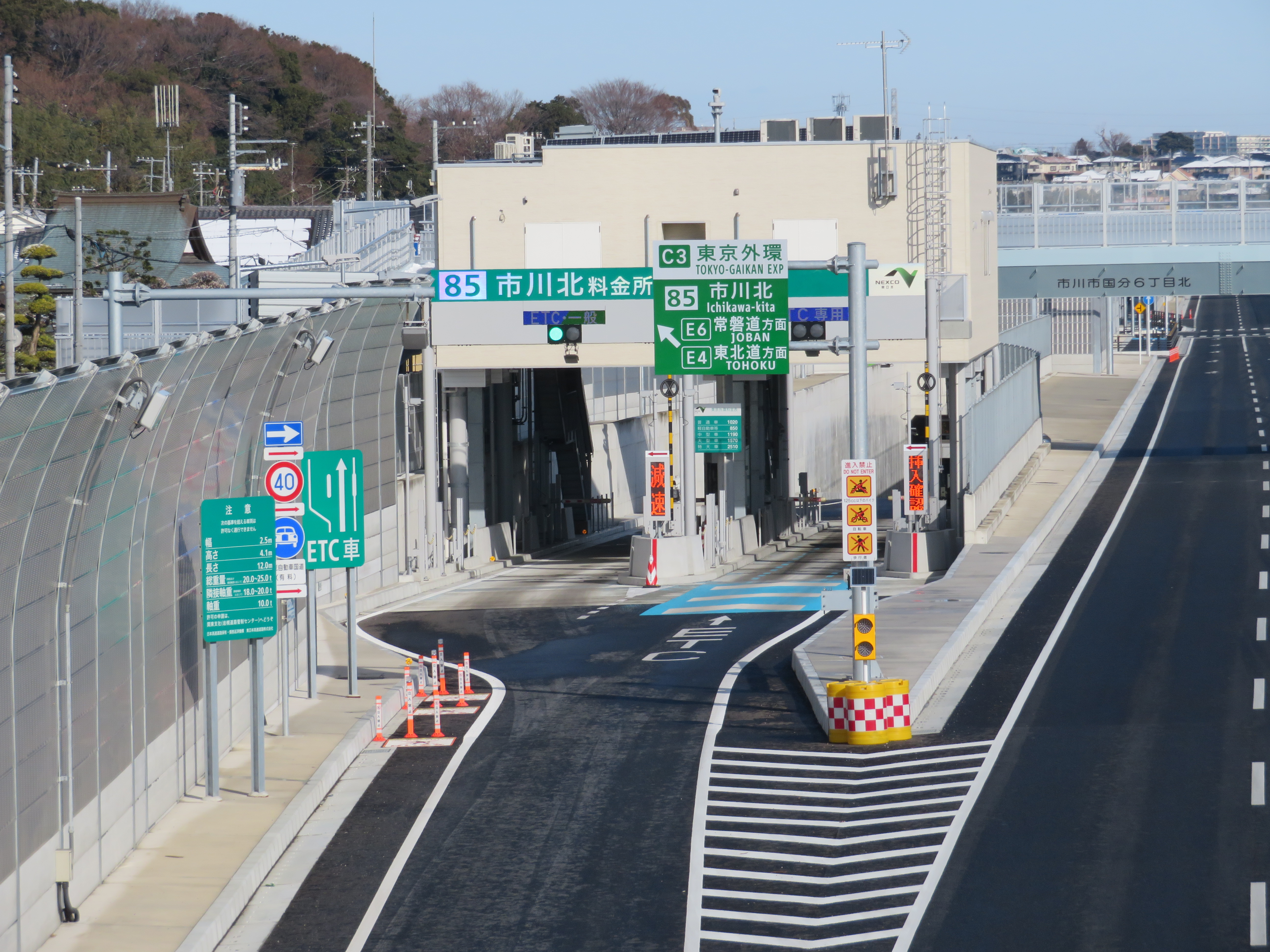
日本東京外環自動車道市川北收费站
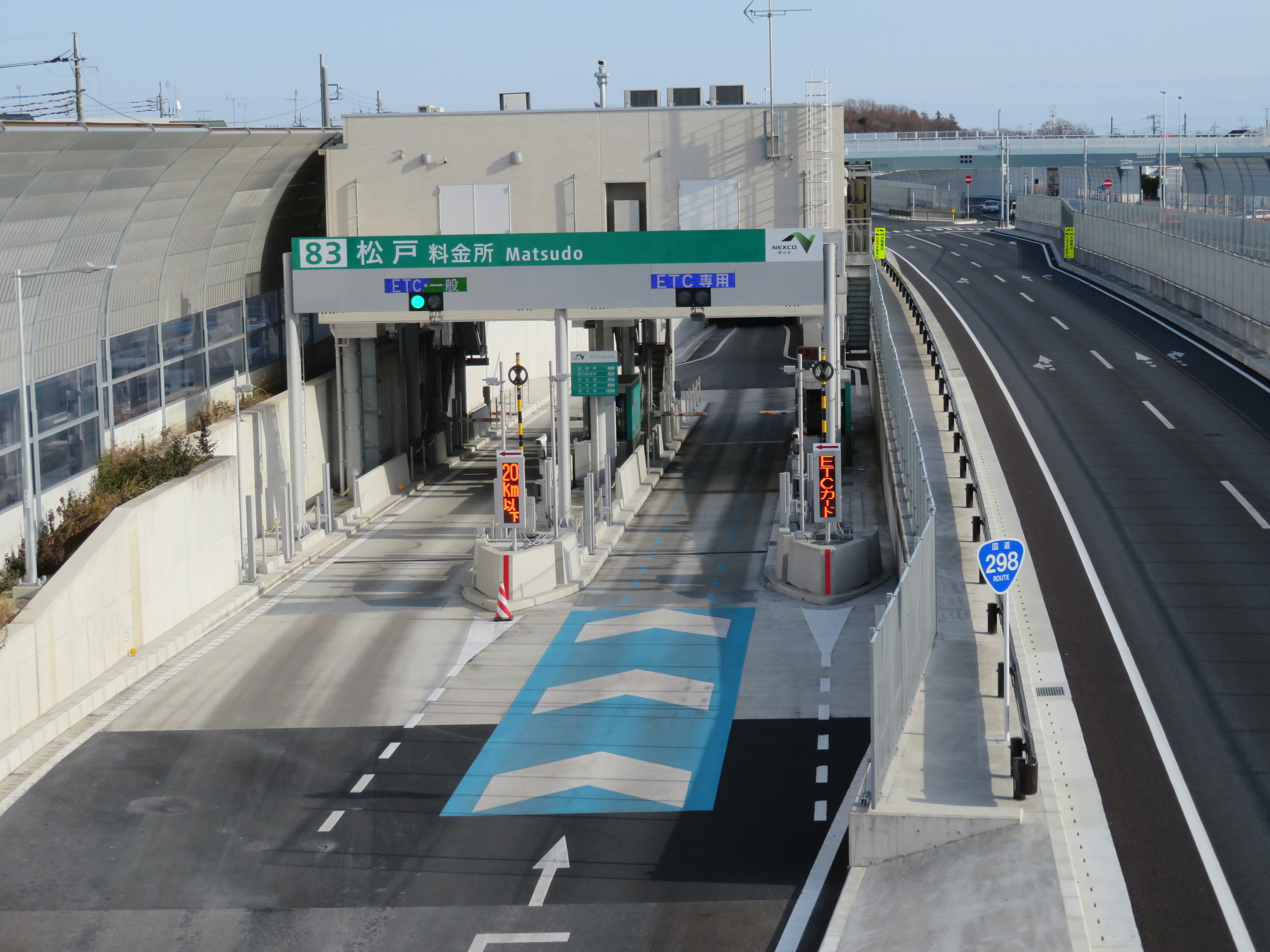
日本東京外環自動車道松户收费站
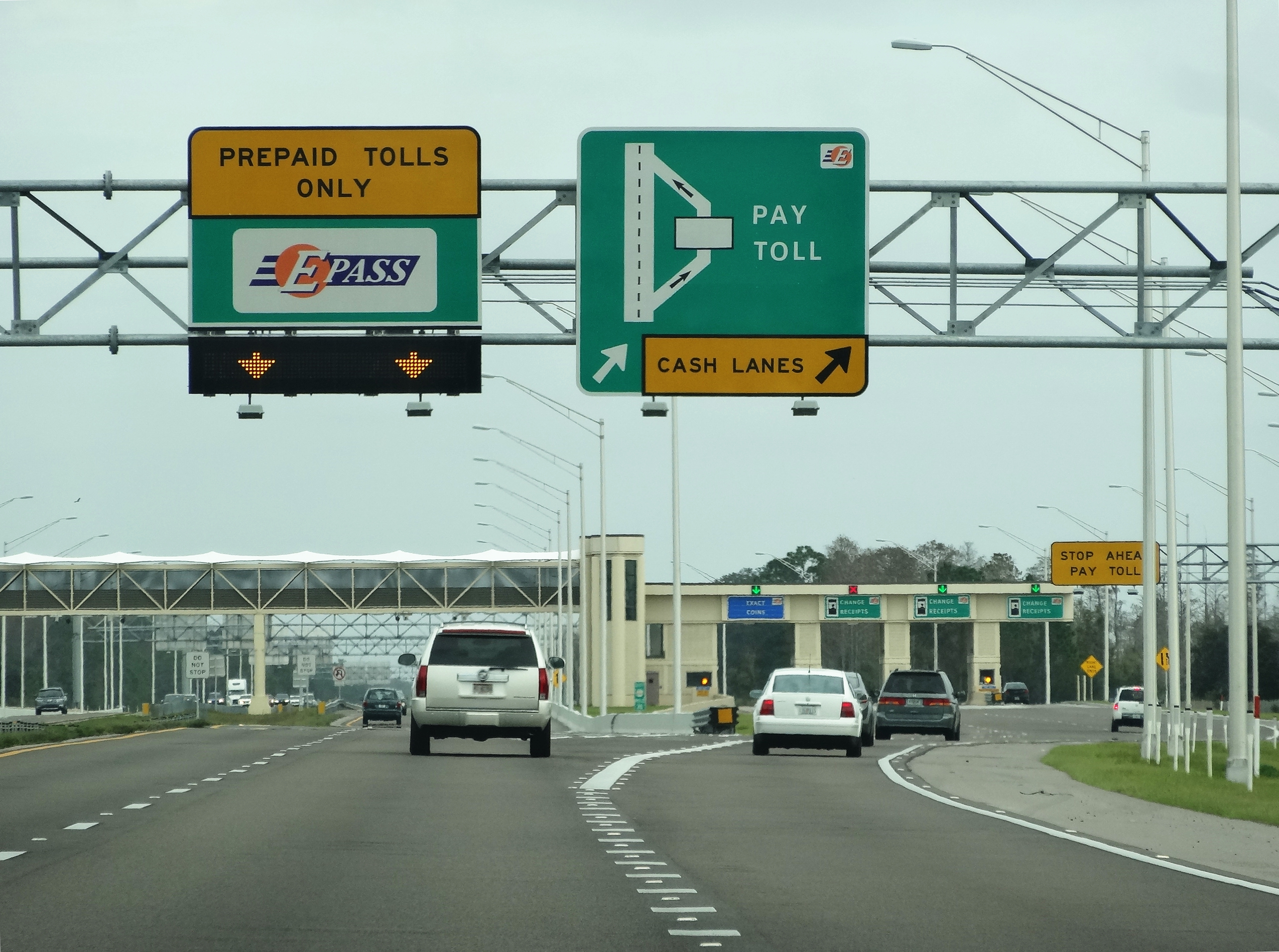
美国佛罗里达州奥兰多与卡納維拉爾角间佛罗里达417州道（英语：Florida State Road 417）的收费站，左侧车道为電子道路收費系統通道、右侧车道为现金通道
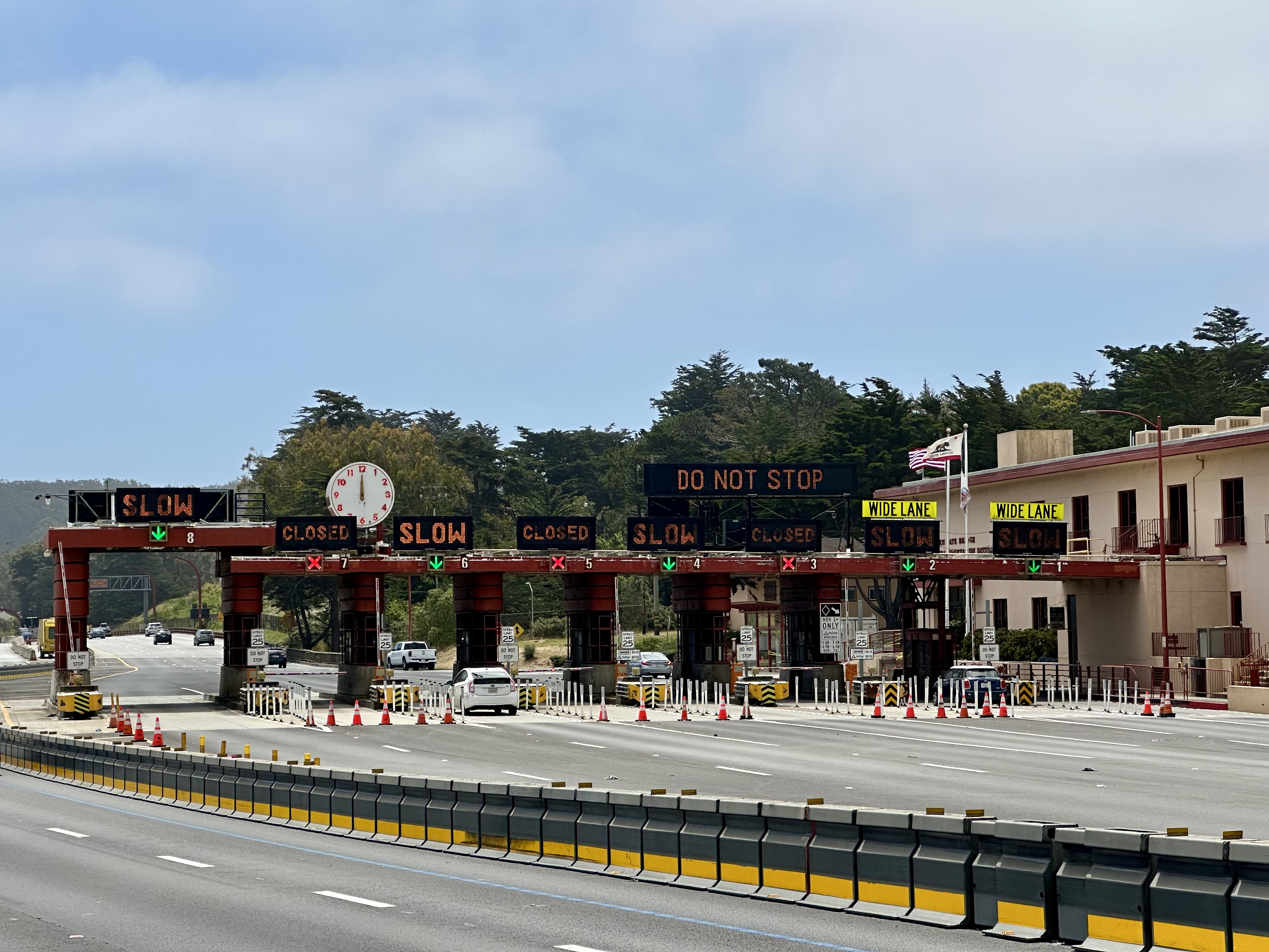
美国加利福尼亚州旧金山金门大桥的收费站（仅南行方向进入旧金山收费，北行方向出旧金山不收费）